# Eiskunstlauf-Weltmeisterschaften 1922
Die 20. Eiskunstlauf-Weltmeisterschaften fanden für die Herren- und Damenkonkurrenz vom 4. bis 6. Februar 1922 in Stockholm (Schweden) und für die Paarkonkurrenz am 29. Januar 1922 in Davos (Schweiz) statt. Es waren die ersten Weltmeisterschaften seit 1914. Der dreifache Olympiasieger Gillis Grafström gewann den ersten seiner drei Weltmeistertitel.

## Ergebnisse

### Herren
| Platz | Sportler         | Land       |
| ----- | ---------------- | ---------- |
| 1     | Gillis Grafström | Schweden   |
| 2     | Fritz Kachler    | Österreich |
| 3     | Willy Böckl      | Österreich |
| 4     | Martin Stixrud   | Norwegen   |

Punktrichter waren:
- A. Anderberg  Schweden
- Josef Fellner  Österreich
- V. Lindqvist  Schweden
- K. Meinrich  Norwegen
- Otto Petterson  Schweden

### Damen
| Platz | Sportlerin  | Land       |
| ----- | ----------- | ---------- |
| 1     | Herma Szabó | Österreich |
| 2     | Svea Norén  | Schweden   |
| 3     | Margot Moe  | Norwegen   |

Punktrichter waren:
- A. Anderberg  Schweden
- V. Lindqvist  Schweden
- Knut Oern Meinrich  Norwegen
- H. Petterson  Schweden
- O. Sampe  Schweden

### Paare
| Platz | Sportler                              | Land            |
| ----- | ------------------------------------- | --------------- |
| 1     | Helene Engelmann / Alfred Berger      | Österreich      |
| 2     | Ludowika Jakobsson / Walter Jakobsson | Finnland        |
| 3     | Margarete Metzner / Paul Metzner      | Deutsches Reich |
| 4     | Grete Weise / Georg Velisch           | Deutsches Reich |
| 5     | Alexia Bryn / Yngvar Bryn             | Norwegen        |

Punktrichter waren:
- Ludwig Fänner  Österreich
- Josef Feller  Österreich
- W. Holsboer  Schweiz
- Sakari Ilmanen  Finnland
- G. Künzli  Schweiz

## Medaillenspiegel
| Platz | Land            | Gold | Silber | Bronze | Gesamt |
| ----- | --------------- | ---- | ------ | ------ | ------ |
| 1     | Österreich      | 2    | 1      | 1      | 4      |
| 2     | Schweden        | 1    | 1      | –      | 2      |
| 3     | Finnland        | –    | 1      | –      | 1      |
| 4     | Deutsches Reich | –    | –      | 1      | 1      |
| 4     | Norwegen        | –    | –      | 1      | 1      |